# Francesco Saverio Quadrio

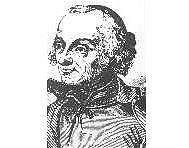

Francesco Saverio Quadrio (* 1. Dezember 1695 in Ponte in Valtellina; † 21. November 1756 in Mailand) war ein italienischer Priester, Historiker und Schriftsteller.

## Biografie
Im Alter von 15 Jahren trat er den Jesuitenorden ein. Nach Abschluss seines Studiums in Bologna hatte er die Möglichkeit, Kardinal Prospero Lambertini, den zukünftigen Papst Benedikt XIV. kennenzulernen. Er unterrichtete in mehreren italienischen Städten. 1741 gab ihm Benedikt XIV. die Möglichkeit, die Jesuiten zu verlassen, um als weltlicher Priester frei zu reisen. Später zog er nach Paris. In Mailand wurde er an die Accademia dei Trasformati aufgenommen.
Als Polygraf schrieb er Verse, Werke der Wissenschaft, Geschichte und Literaturkritik. Sein erstes Stück ist Il cavaliere errante, ein uns unbekanntes heroisch-komisches Gedicht, weil es in seiner Jugend geschaffen und kurz darauf vernichtet wurde. Jahre später schuf er Il mondo lunare scoperto, aber sein berühmtestes Werk ist Della storia e della ragione di ogni poesia (Von der Geschichte und dem Grund jedes Gedichts) dessen erste Teil bereits 1734 unter einem Pseudonym veröffentlicht wurde. Das Werk, das mehr als zehn Jahre Arbeit verschlang, gilt als einer der ersten Versuche einer Geschichte der italienischen Literatur. Er wird auch für eine Arbeit über das Veltlin in Erinnerung behalten.